# Adolfo López Mateos

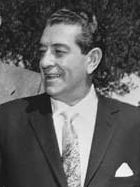
Lopez Mateos

Adolfo Mateo López Mateos (* 26. Mai 1910 in Atizapán de Zaragoza, Bundesstaat México; † 22. September 1969 in Mexiko-Stadt) war ein mexikanischer Rechtsanwalt und Politiker der Partido Revolucionario Institucional (PRI), der sich für die industrielle Entwicklung und die Agrarreform einsetzte. Von 1958 bis 1964 war Mateos Präsident von Mexiko.

## Leben
Mateos war der Sohn von Mariano Gerardo López und Elena Mateos. Er war Bibliothekar und Lehrer für spanisch-amerikanische Literatur. Er begann seine Karriere bei den Vereinten Nationen. Von 1946 bis 1952 war er gewählter Bundessenator und später Generalsekretär des Partido Revolucionario Institucional. Während der Amtszeit von Adolfo Ruiz Cortines war er von 1952 bis 1957 Minister für Arbeit und Soziales und war er an der Ausarbeitung des Arbeitsmigrantenvertrags zwischen den USA und Mexiko beteiligt. Während seiner sechsjährigen Amtszeit als Präsident wurde er mit Korruptionsvorwürfen konfrontiert. Er trieb die Industrialisierung voran und erweiterte die Agrarreformgesetze, initiierte Programme im Bereich der öffentlichen Gesundheit und leitete eine Alphabetisierungskampagne ein. Kurz nach dem Ende seiner Amtszeit erlitt er einen schweren Schlaganfall und lag bis zu seinem Tod im Koma.
Mateos wurde von Isidro Fabela (1963 und 1964) sowie Benjamin Peralta (1963) für den Friedensnobelpreis vorgeschlagen. Er war mit Eva Sámano verheiratet und hatte drei Kinder.